# Aeroporto Internacional Capitão FAP Guillermo Concha Iberico
O Aeroporto Internacional Capitão FAP Guillermo Concha Iberico (IATA: PIU, ICAO: SPUR) é um aeroporto localizado na cidade de Piura, no Peru. É administrado pela concessionária Aeropuertos del Perú [es], empresa privada que administra outros 11 aeroportos peruanos.
Este terminal aéreo é um dos mais importantes do Peru e tem tanto voos domésticos para vários destinos nacionais, como também alguns voos internacionais. Receba mais de 1 milhão de pessoas por ano.
Também serve como terminal aeroportuário para a Força Aérea do Peru, o Exército do Peru, a Marinha de Guerra do Peru, a Polícia Nacional do Peru e particulares.
Atualmente, está sendo gerenciado um projeto para ampliar a infraestrutura e melhorar os serviços e a segurança do aeroporto. Este projeto inclui, entre outras coisas, a construção de um novo terminal de passageiros e a extensão da pista 01-19.